# Emmanuel Lucenti
Emmanuel Lucenti (23 novembre 1984) è un judoka argentino.

## Palmarès

### Campionati sudamericani
- 8 medaglie:
  - 3 argenti (Montréal 2007 nei -81 kg; Edmonton 2015 nei -81 kg; Panama 2017 nei -81 kg)
  - 5 bronzi (Buenos Aires 2006 nei -81 kg; Buenos Aires 2009 nei -81 kg; San Salvador 2010 nei -81 kg; Guadalajara 2011 nei -81 kg; Montréal 2012 nei -81 kg)